# Мала Чаломія
Мала Чаломія (словац. Malá Čalomija) — село, громада округу Вельки Кртіш, Банськобистрицький край, центральна Словаччина, регіон Гонт. Кадастрова площа громади — 6,41 км².
Населення 208 осіб (станом на 31 грудня 2017 року).

## Історія
Мала Чаломія вперше згадується в 1342 році.

## Географія
Протікає Требушовський потік.

## Населення
| Рік:            | 1994. | 2004. | 2014.    | 2024.   |
| --------------- | ----- | ----- | -------- | ------- |
| Кількість осіб: | 252   | 252   | 213      | 194     |
| Різниця:        |       | +0 %  | -15,47 % | -8,92 % |

| Рік:            | 2023. | 2024.   |
| --------------- | ----- | ------- |
| Кількість осіб: | 185   | 194     |
| Різниця:        |       | +4,86 % |